# Michael Lanzo
Michael Lanzo, pseudoniem van Michael Landuyt (Izegem, 8 augustus 1979), is een Belgische zanger. Hij werd bekend in 2013, als winnaar van het televisieprogramma Belgium's Got Talent.

## Biografie
Lanzo begon zijn carrière op 18-jarige leeftijd als danser bij zangeres Cindy V. Nadat deze hem vroeg om samen een duet te zingen, viel dit zo in de smaak dat hij besloot om ook zanger te worden. In 2000 deed hij mee aan de wedstrijd Baccara 2000. Zijn eerste single C'est la vie leverde hem in 2006 een bescheiden hit op, waardoor hij die zomer in Tien Om Te Zien mocht staan. Hierna werd het terug stil rond hem en verdiende hij de kost als fitnessinstructeur.
Na in 2012 met zijn manager gebroken te hebben, schreef Lanzo zich in voor het tweede seizoen van Belgium's Got Talent. Hij slaagde erin deze show te winnen en tekende een platencontract bij Vlaamse Sterren/CNR. Zijn debuutalbum, Het nieuwe licht, verscheen in mei 2014. De hiervan afkomstige single Vraag aan mij niet hoe werd een nummer 1-hit in de Vlaamse Top 10 van Ultratop. In de herfst van 2019 verscheen zijn tweede album: Geloof, hoop en liefde.
In 2024 nam hij deel aan Sing Again op VTM.

## Hitnoteringen
| Album met hitnotering(en) in de Vlaamse Ultratop 200 albums | Datum van verschijnen | Datum van binnenkomst | Hoogste positie | Aantal weken | Opmerkingen |
| ----------------------------------------------------------- | --------------------- | --------------------- | --------------- | ------------ | ----------- |
| Het nieuwe licht                                            | 2014                  | 03-05-2014            | 6               | 38           |             |
| Geloof, hoop en liefde                                      | 2019                  | 05-10-2019            | 25              | 2            |             |

| Single met hitnotering(en) in de Vlaamse Ultratop 50 | Datum van verschijnen | Datum van binnenkomst | Hoogste positie | Aantal weken | Opmerkingen                              |
| ---------------------------------------------------- | --------------------- | --------------------- | --------------- | ------------ | ---------------------------------------- |
| C'est la vie                                         | 2006                  | 16-09-2006            | 24              | 4            | Nr. 3 in de Vlaamse Top 10               |
| Het nieuwe licht                                     | 2014                  | 25-01-2014            | tip27           | -            | Nr. 4 in de Vlaamse Top 10               |
| Vraag aan mij niet hoe                               | 2014                  | 19-04-2014            | tip6            | -            | Nr. 1 in de Vlaamse Top 10               |
| Amore mio                                            | 2014                  | 19-07-2014            | tip39           | -            | Nr. 9 in de Vlaamse Top 10               |
| Iedere dag                                           | 2014                  | 22-11-2014            | tip30           | -            | Nr. 17 in de Vlaamse Top 50              |
| Deze tango                                           | 2015                  | 28-02-2015            | tip77           | -            | Nr. 35 in de Vlaamse Top 50              |
| Een dag zonder jou                                   | 2015                  | 08-08-2015            | tip56           | -            | Nr. 25 in de Vlaamse Top 50              |
| Wie ben ik                                           | 2015                  | 21-11-2015            | tip68           | -            | Nr. 35 in de Vlaamse Top 50              |
| Jij bent mijn leven                                  | 2016                  | 12-03-2016            | tip             | -            | Nr. 25 in de Vlaamse Top 50              |
| Hoop in mijn hart                                    | 2016                  | 06-08-2016            | tip13           | -            | Nr. 11 in de Vlaamse Top 50              |
| Maak me gek                                          | 2017                  | 13-05-2017            | tip             | -            | Nr. 31 in de Vlaamse Top 50              |
| Wat is nog echt?                                     | 2017                  | 21-10-2017            | tip             | -            |                                          |
| Je thuis is waar men van je houdt                    | 2018                  | 21-04-2018            | tip             | -            | Nr. 40 in de Vlaamse Top 50              |
| Bailamos                                             | 2018                  | 15-09-2018            | tip             | -            | Nr. 37 in de Vlaamse Top 50              |
| Liefde                                               | 2018                  | 24-11-2018            | tip             | -            |                                          |
| Vriendschap voor het leven                           | 2019                  | 04-05-2019            | tip             | -            | met Corina / Nr. 48 in de Vlaamse Top 50 |
| Weekend                                              | 2019                  | 28-09-2019            | tip             | -            |                                          |
| Dat kleine dorpscafé                                 | 2020                  | 15-02-2020            | tip             | -            | Nr. 26 in de Vlaamse Top 50              |
| De toreador                                          | 2020                  | 11-07-2020            | tip             | -            | Nr. 29 in de Vlaamse Top 50              |
| Sterker dan ooit                                     | 2021                  | 30-01-2021            | tip             | -            | Nr. 41 in de Vlaamse Top 50              |